# Slobodan Praljak
Slobodan Praljak, né le 2 janvier 1945 à Čapljina et mort le 29 novembre 2017 à La Haye, est un écrivain, réalisateur, officier et homme politique croate de Bosnie-Herzégovine.
Il est condamné pour crimes contre l'humanité et crimes de guerre par le Tribunal pénal international pour l'ex-Yougoslavie (TPIY). Il se suicide à l'énoncé du verdict confirmant sa condamnation en appel.

## Biographie

### Formation et activités professionnelles
Diplômé de l'université de Zagreb (1970), puis de la Faculté de sciences humaines et de sciences sociales (1971) et enfin de l'Académie d'art dramatique de Zagreb (1972), Slobodan Praljak travaille comme directeur de théâtre à Zagreb, Osijek et Mostar. Pendant les années 1980, il réalise des séries télévisées (Blesan i Tulipan), des téléfilms (Novela od Stanca, Sargaško more), des documentaires (Smrt psa, Sandžak, Duhan), ainsi que le long métrage Povratak Katarine Kožul (1989).

### Guerre de Croatie
En 1991, lorsque la guerre de Croatie éclate, Slobodan Praljak s'engage dans l'armée croate et dirige une unité formée d'artistes et d'intellectuels, avec laquelle il prend possession de la ville de Sunja en repoussant les forces yougoslaves. Il est alors fait général, entre au ministère de la Défense et devient l'un des 14 membres du Conseil de défense croate (HVO), dont il prend le commandement du 24 juin au 8 septembre 1993. Il est responsable de crimes de guerre à Mostar et de la destruction du Vieux Pont, en novembre 1993, avant de démissionner de ses fonctions au HVO.

### Procès
Après la guerre, Slobodan Praljak travaille dans les affaires. Le 5 avril 2004, il se rend à la justice et est transféré au Tribunal pénal international pour l'ex-Yougoslavie. Il est jugé en 2013 pour crimes de guerre, avec cinq autres responsables politiques et militaires croates de Bosnie (Jadranko Prlić, Bruno Stojić, Milivoj Petković, Berislav Pušić et Valentin Ćorić), et condamné à 20 ans de prison.

### Décès
Sa condamnation est confirmée en appel le 29 novembre 2017. À l'énoncé du verdict, une des dernières audiences du Tribunal, le Mécanisme résiduel lui succédant pour la procédure judiciaire, il se suicide en avalant le contenu d'une fiole de poison, après avoir crié « Slobodan Praljak n’est pas un criminel de guerre », puis « Je rejette avec mépris votre verdict »,,. L'autopsie du corps montrera que le poison est du cyanure de potassium. L'enquête ne démontre aucune irrégularité, notamment pour l'ensemble de règles minima pour le traitement des détenus, mais ignore la provenance du poison.